# Maja Åskag
Maja Åskag, född 18 december 2002 i Eskilstuna, är en svensk friidrottare som företrädesvis tävlar i tresteg och längdhopp. Hennes klubb är Råby-Rekarne FIF.

## Karriär
Åskag vann SM-guld i tresteg inomhus år 2019. Den 26 juli samma år vann hon guld i tresteg under Europeiska ungdomsolympiska festivalen.
Den 16 juli 2021 satte hon nytt svensk juniorrekord i tresteg med 14,05 när hon tog guld vid Junior-EM i Tallinn i Estland. Två dagar senare tävlade hon i längdhopp och tog även där hem guldmedaljen. Vid U20-VM i Nairobi i Kenya i augusti 2021 vann hon guld i tresteg med 13,75 m och blev juniorvärldsmästare i längdhopp på nytt personbästa 6,60 m.
I februari 2022 vid inomhus-SM tog Åskag silver i tresteg med ett hopp på 13,10 meter.
Vid 2023 års U23-EM-tävlingar vann Åskag två medaljer. Hon tog silver i både tresteg (13,73 m) och längd (6,73 m).
Under Finnkampen den 3 september 2023 satte Åskag nytt personbästa i tresteg med 14,27 m, bara två centimeter ifrån Carolina Klüfts svenska rekord.

## Personliga rekord
| Utomhus - 100 meter – 11,96 (Eskilstuna, Sverige 27 juni 2021) - 200 meter – 24,79 (Göteborg, Sverige 10 juli 2021) - 400 meter – 58,28 (Sollentuna, Sverige 8 september 2019) - Längd – 6,75 (Karlstad, Sverige 5 juli 2023) - Längd – 6,80 (Tallinn, Estland 18 juli 2021) – i för stark medvind - Tresteg – 14,27 (Stockholm, Sverige 3 september 2023) - 4 × 100 meter – 46,83 (Stockholm, Sverige 24 augusti 2019) | Inomhus - 60 meter – 7,70 (Göteborg, Sverige 29 februari 2020) - 200 meter – 25,74 (Eskilstuna, Sverige 7 april 2019) - 400 meter – 58,61 (Skellefteå, Sverige 6 mars 2022) - Längd – 6,49 (Karlstad, Sverige 18 februari 2024) - Tresteg – 13,82 (Karlstad, Sverige 12 februari 2023) 0NRJ0 - Kula, 3 kg – 8,85 (Eskilstuna, Sverige 7 april 2019) |